# Druivenkoers 1980
La Druivenkoers 1980, ventesima edizione della corsa, si svolse il 26 agosto 1980 su un percorso di 137 km, con partenza e arrivo a Overijse. Fu vinta dal belga Fons De Wolf della Boule d'Or-Studio Casa davanti al suo connazionale Rudy Pevenage e al britannico Keith Lambert.

## Ordine d'arrivo (Top 10)
| Pos. | Corridore     | Squadra                | Tempo    |
| ---- | ------------- | ---------------------- | -------- |
| 1    | Fons De Wolf  | Boule d'Or-Studio Casa | 3h15'00" |
| 2    | Rudy Pevenage | Ijsboerke-Warncke Eis  |          |
| 3    | Keith Lambert |                        |          |